# Young Guns
Young Guns er en amerikansk westernfilm/actionfilm fra 1988 instrueret af Christopher Cain og skrevet af John Fusco. I filmen medvirker Emilio Estevez, Kiefer Sutherland, Lou Diamond Phillips, Charlie Sheen, Dermot Mulroney, Casey Siemaszko, Terence Stamp, Terry O'Quinn, Brian Keith, og Jack Palance. 
Young Guns er en fiktiv genfortælling af Billy the Kids eventyr under Lincoln County Krigen, der fandt sted i New Mexico fra 1877 – 1878. Den blev optaget i og omkring Los Cerrillos, i New Mexico. Efterfølgeren Young Guns II blev udgivet i 1990.

## Handling
Den veluddannede brite John Tunstall (Terence Stamp) er i krig med Lawrence Murphy (Jack Palance). Murphy prøver at drive briten ud af sit område, gerne med ulovlige milder og korrupte medlemmer af loven. Tunstall har garderet sig med unge revolvermænd, der arbejder på hans ranch, med Richard Brewer (Charlie Sheen) i spidsen af banden . William H. Bonney (Emilio Estevez) bliver samlet op på flugt fra Murphy og hans mænd og bliver indlemmet i ”familien”. 
Etter en fugtig nytårsfest vender Tunstall og hans revolvermænd tilbage til ranchen. Drengen opdager en kalkun, som de følger efter. I mellemtiden dukker Murphy’s mænd op og likviderer Tunstall. Meningerne om hvad de så må gøre er delte. Den ny tilkommende Bonney er vild, og ønsker umiddelbart Murphy og hans mænds liv. Brewer siger de ikke må gøre noget overillet. Det ender med at de bliver udnævnt til sherifassistenter ved hjælp af Tunstall’s gode ven Alex, og får tilladelse til at indfange mændene bag Tunstall’s død. Tingene bliver dog hurtigt komplicerede når man har med en ung mand som Bonney med på et sådan hold. Den første arrestation ender i drab fra Bonney’s side. Den næste også. Ikke bare en, men tre mænd. De mister sine udnævnelser og bliver dermed forbrydere. Og William H. Bonney har fået et nyt navn. Billy the Kid.

## Medvirkende
- Emilio Estevez – William H. Bonney
- Patrick Wayne – Pat Garrett
- Kiefer Sutherland – Josiah Gordon 'Doc' Scurlock
- Lou Diamond Phillips – Jose' Chavez y Chavez
- Charlie Sheen – Richard Brewer
- Dermot Mulroney – Dirty Steve Stephens
- Casey Siemaszko – Charley Bowdre
- Terence Stamp – John Tunstall
- Jack Palance – Lawrence G. Murphy
- Terry O'Quinn – Alex McSween
- Sharon Thomas – Susan McSween
- Geoffrey Blake – William J. McCloskey
- Alice Carter – Yen Sun
- Brian Keith – Buckshot Roberts